# Maggie O'Farrell
Pour les articles homonymes, voir O'Farrell.
Œuvres principales
- La Distance entre nous
- Quand tu es parti

Maggie O'Farrell, née en 1972 à Coleraine, en Irlande du Nord, est une romancière et journaliste britannique contemporaine. Dans ses œuvres, elle met l'accent sur la psychologie des personnages, ainsi que sur le va-et-vient incessant de la vie qu'elle symbolise par le biais des nombreux voyages accomplis par ses personnages et par son écriture fragmentée.

## Biographie
Née en Irlande du Nord, Maggie O'Farrell grandit successivement au pays de Galles et en Écosse.
Après des études littéraires à l'université de Cambridge, elle exerce de nombreux emplois, notamment celui de critique littéraire. Face au succès de son premier roman, elle prend la décision d’abandonner sa carrière de rédactrice en chef des pages littéraires de l’Independent on Sunday pour se consacrer à l’écriture.
Elle est mariée avec l'écrivain William Sutcliffe et vit actuellement à Edimbourg.

## Ses sources d'inspiration
Elle avoue avoir été à l’origine influencée par Charlotte Brontë, Charlotte Perkins Gilman et Albert Camus. Plus récemment, elle a précisé s’être intéressée à des auteurs tels Margaret Atwood, Virginia Woolf, Léon Tolstoï, Edith Wharton, ainsi qu’Angela Carter. 

## Thématique de ses œuvres
Ses œuvres sont caractérisées par :
- une intrigue se déroulant dans un pays anglophone où l’auteur a elle-même vécu : Écosse[4],[5],[6], Angleterre[4],[7],[6], Hong Kong[6], Irlande… ;
- une écriture fragmentée, notamment le choix d’une narration éclatée où se distingue une pluralité de voix, car ses œuvres sont souvent des romans polyphoniques, dit « roman choral » ; mais où aussi les flash-back ou « analepses » sont nombreux. Les retours en arrière permettent de mieux comprendre le présent. C'est pourquoi Maggie O'Farrell opte pour une écriture non chronologique de la vie de ses personnages : elle aime à mêler passé et présent ;
- le suivi d’une famille à travers différentes générations ;
- une culture des non dits chez ces personnages ;
- une ode à l’émancipation des femmes (d’où son goût pour les écrivains féministes tels Charlotte Perkins Gilman, Margaret Atwood ou encore Charlotte Brontë), car elle dénonce, notamment dans son roman L’Étrange Disparition d’Esme Lennox,  la soumission des femmes et l’éducation rigide dont elles étaient l’objet dans les années 1930 : la condition féminine apparaît ainsi comme l'un des thèmes majeurs de cet ouvrage ;
- la complexité des relations fraternelles[8] ;
- la perte d'êtres chers[8] ;
- une sentimentalité à fleur de peau.

## Œuvre
Toutes ces œuvres ont été traduites en français avec le concours de l'Ireland Literature Exchange :

### Romans
- After You'd Gone (2000) Publié sous le titre Quand tu es parti, traduit par Marianne Veron, Paris, Éditions Belfond, 2000  (ISBN 2-7144-3714-1) ; réédition, Paris, 10/18 no 3524, 2003  (ISBN 2-264-03311-8)
- My Lover's Lover (2002) Publié sous le titre La Maîtresse de mon amant, traduit par Michèle Valencia, Paris, Éditions Belfond, 2003  (ISBN 2-7144-3889-X) ; réédition, Paris, 10/18 no 3805, 2005  (ISBN 2-264-03864-0)
- The Distance Between Us (2004) Publié sous le titre La Distance entre nous, traduit par Michèle Valencia, Paris, Éditions Belfond, 2005  (ISBN 2-7144-4080-0) ; réédition, Paris, 10/18 no 4122, 2008  (ISBN 978-2-264-04337-5)
- The Vanishing Act of Esme Lennox (2007) Publié sous le titre L'Étrange Disparition d’Esme Lennox, traduit par Michèle Valencia, Paris, Éditions Belfond, 2008  (ISBN 978-2-7144-4334-2) ; réédition, Paris, 10/18 no 4282, 2009  (ISBN 978-2-264-04856-1)
- The Hand That First Held Mine (2010) Publié sous le titre Cette main qui a pris la mienne, traduit par Michèle Valencia, Paris, Éditions Belfond, 2011  (ISBN 978-2-7144-4699-2) ; réédition, Paris, 10/18 no 4282, 2013  (ISBN 978-2-264-05681-8)
- Instructions for a Heatwave (2013) Publié sous le titre En cas de forte chaleur, traduit par Michèle Valencia, Paris, Éditions Belfond, 2014  (ISBN 978-2-7144-5435-5) ; réédition, Paris, 10/18 no 4944, 2015  (ISBN 978-2-264-06474-5)
- This Must Be the Place (2016) Publié sous le titre Assez de bleu dans le ciel, traduit par Sarah Tardy, Paris, Éditions Belfond, 2017  (ISBN 978-2-7144-7432-2) ; réédition, Paris, 10/18 no 5350, 2018  (ISBN 978-2-264-07295-5)
- I Am, I Am, I Am (2017) Publié sous le même titre, traduit par Sarah Tardy, Paris, Éditions Belfond, 2019  (ISBN 978-2-7144-7875-7) ; réédition, Paris, 10/18 no 5521, 2020  (ISBN 978-2-264-07543-7)
- Hamnet (2020) Publié sous le même titre, traduit par Sarah Tardy, Paris, Éditions Belfond, 2021  (ISBN 978-2714494085)
- The Marriage Portrait (2022) Publié sous le titre Le Portrait de mariage, traduit par Sarah Tardy, Paris, Éditions Belfond, 2023  (ISBN 9782714499141)

## Prix littéraires
- Prix Somerset-Maugham en 2005 pour La Distance entre nous
- Betty Trask Award pour Quand tu es parti
- Women's Prize for Fiction en 2020 pour Hamnet